# Observatoire astronomique de Padoue
L'Observatoire astronomique de Padoue (en italien Osservatorio Astronomico di Padova) est un observatoire astronomique italien situé dans la ville de Padoue et rattaché à l'Institut national d'astrophysique (INAF). Cet établissement comprend une trentaine de scientifiques, 30 personnes des secteurs administratif et technique ainsi qu'une vingtaine de post doctorants et étudiants. L'activité principale porte sur les différents domaines de l'astrophysique. L'observatoire, également connu sous l’appellation Specola, est installé dans le château médiéval du XIIIe siècle situé dans le centre-ville. La partie la plus ancienne de l'observatoire, qui a été fondé en 1764 et qui occupait une tour du château, a été transformée en musée. L'observatoire dispose de plusieurs télescopes installés sur la plateau d'Asiago à environ 80 km de Padoue et formant l'Observatoire d'Asiago. La télescope Galileo, qui en fait partie, possédait, lorsqu'il a été inauguré en 1942, le plus grand miroir primaire (182 cm de diamètre) de tous les télescopes européens.